# Telmatobufo bullocki
Telmatobufo bullocki es una especie de anfibio anuro en la familia Calyptocephalellidae.
Es endémico de Chile.
Su hábitat natural son los ríos.
Está amenazada por la pérdida de su hábitat.